# بیماری بلانت
بیماری بلانت یک اختلال رشد است استخوان درشت نی (استخوان قلم پا) است که باعث می‌شود ساق پا به سمت داخل زاویه دار گردد و شبیه یک کمان پای پرانتزی گردد. همچنین به عنوان «تیبیا وارا» شناخته می‌شود.
این نام برگرفته از والتر پاتنم بلانت (۱۹۰۰–۱۹۹۲)، جراح ارتوپد کودکان آمریکایی است. همچنین به نام سندرم ماو-نیلسون، پس از آنکه سی. ماو و اچ. نیلسون، که گزارش‌های موردی اولیه از این بیماری را منتشر کردند، شناخته می‌شود. امروزه به عنوان یک بیماری اکتسابی متافیز پروگزیمال تیبیاشناخته می‌شود تا اینکه دیسپلازی اپی فیزیال یا استئوکندروز در نظر گرفته می‌شود.
ناهنجاری‌های اندام تحتانی در راشیتیسم می‌تواند دقیقاً شبیه بدشکلی‌های ناشی از بیماری بلانت باشد. برای تمایز بین بیماری راشیتیسم و بلانت، علاوه بر اختلافات در ظاهر اشعه ایکس، همبستگی بین نمای بالینی با یافته‌های آزمایشگاهی مانند کلسیم، فسفر و آلکالین فسفاتاز مهم است. بدشکلی استخوان در راشیتیسم احتمال زیادی دارد که در طول زمان اصلاح شود، در حالی که این مورد در مورد بیماری بلانت صدق نمی‌کند. با این وجود، هر دو اختلال ممکن است نیاز به مداخله جراحی به شکل استئوتومی استخوان یا جراحی رشد هدایت شونده (guided growth surgery)داشته باشند. استئوکندرودیسپلازی یا بیماری‌های ژنتیکی استخوان می‌تواند باعث بدشکلی اندام تحتانی مشابه بیماری بلانت شود. ظاهر بالینی و رادیوگرافی ویژه برای تأیید تشخیص مهم است.
کودکانی که قبل از ۳ سالگی دچار کمانی شدن شدید اندام تحتانی می‌شوند، ممکن است با اورتوزهای مچ پا درمان شوند. با این حال، مهاربندی یا به عبارتی استفاده از بریس bracing ممکن است شکست بخورد، یا ممکن است کمانی شدن اندام تا زمانی که کودک بزرگتر نشود، تشخیص داده نشود. در برخی موارد ممکن است جراحی انجام شود.